# Aeroport d'Angoche
L'aeroport d'Angoche (codi IATA: ANO, codi OACI: FQAG) és un aeroport que serveix Angoche, una ciutat de la província de Nampula a Moçambic.
Es troba a una altura de 118 peus (36 m) sobre el nivell mitjà del mar. Té tres pistes d'aterratge, la més llarga de les quals té una superfície de 1,100 metres (3,609 ft).